# دونیه زائوسترو
دونیه زائوسترو (به لاتین: Donje Zaostro) یک منطقهٔ مسکونی در مونته‌نگرو است که در شهرداری برانه واقع شده‌است. دونیه زائوسترو ۱۳۷ نفر جمعیت دارد.